# Al-Tell
al-Tell (in arabo التل‎?) o Khirbet al-Tell è un sito archeologico in Cisgiordania, identificato per lo più come la cittadina biblica di Ai.

## Sito
Il sito di al-Tell si trova vicino al villaggio moderno di Deir Dibwan, a circa 3 km a est di Beitin (antica Betel), in cima a un altopiano idrografico che domina la Valle del Giordano e la città di Gerico, a 14 km a est.

## Fase d'insediamento

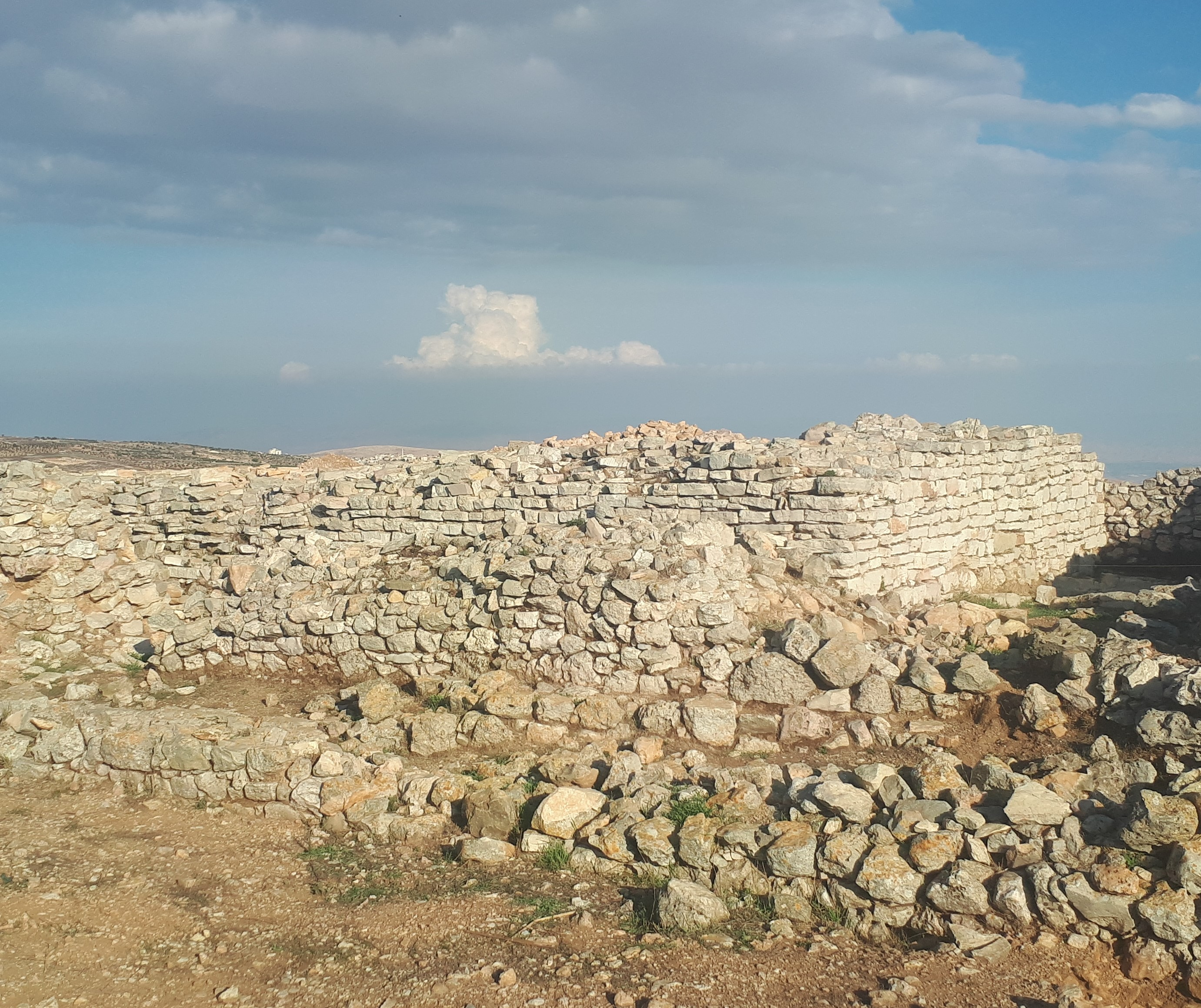
Rovine di al-Tell

### Antica Età del Bronzo I
La prima fase di insediamento conosciuta a al-Tell, chiamata "preurbana", coincide con l'antica Età del Bronzo I e durò all'incirca dal 3200 al 3100 a.C. In questo periodo sorse un villaggio fortificato, largo circa 200 m di diametro, con le relative tombe scavate nelle grotte sui pendii nordorientali della collina. Gli stili della ceramica di questo periodo mostrano influenze culturali sia indigene sia straniere e possono indicare una mescolanza di popoli provenienti da aree vicine e da nuovi arrivati che immigrarono da regioni più lontane. 
Nel tempo, gli elementi stranieri hanno teso a predominare su quelli indigeni.
Verso il 3100 a.C., al-Tell entrò nella cosiddetta fase "Urbana A". Una grande città murata ben organizzata, di circa 110.000 metri quadrati (~11 ettari) di superficie, fu costruita sul sito. Alcuni edifici degni di nota di questo periodo includono una grande acropoli costituita da un complesso tempio-palazzo, un mercato e un'area residenziale e quattro porte della città fortificate. 
Tra il 2950 e il 2860 a.C., la città della fase "Urbana A" fu distrutta violentemente. La maggior parte degli edifici principali fu bruciata fino al suolo; uno strato di pietre bruciate e cenere ricopre i pavimenti degli edifici.

### Antica Età del Bronzo I (2950/2860–2720 a.C.)
In seguito a questa distruzione, la città fu ricostruita ed entrò nella fase definita dagli studiosi "Urban B", che coincide con il primo periodo dell'antica Età del Bronzo II (EBII). Gli edifici furono riparati e modificati, e le fortificazioni rafforzate. Due nuove forme distintive di ceramica che compaiono per la prima volta in questo periodo suggeriscono che alla città fu imposta una nuova leadership; questi nuovi arrivati potrebbero anche essere stati responsabili della distruzione dell'insediamento di Urban A/EBI.
La città del periodo Urban B, come la sua antenata, fu distrutta violentemente dal fuoco. Gli scavi hanno portato alla luce rovine di edifici, pietre e travi crollate in ogni sito esaminato. Il fuoco intrappolato sotto i detriti dei tetti crollati aveva covato abbastanza a lungo da modificare la composizione chimica della pietra, con un processo chiamato calcinazione. Le pareti del complesso sull'acropoli erano inclinate e spostate ad opera di una spaccatura nella roccia sottostante, il che suggerisce che un terremoto potrebbe essere stato responsabile della distruzione. Ciò accadde intorno al 2720 a.C., in base alla datazione al carbonio-14.

### Periodo transitorio EB II–III (c. 2720–2700/2680 a.C.)
A seguito di questa distruzione, la città rimase in rovina per qualche tempo coi canali che tagliavano i detriti. In base alla loro profondità ed estensione, è probabile che la città sia rimasta abbandonata per un periodo compreso tra i 20 e 40 anni.

### Antica Età del Bronzo III
Infine, nell'antica Età del Bronzo III (EBIII), al-Tell fu ricostruita ed entrò nella fase chiamata "Urban C". L'influenza egizia in questa fase è evidente, attestata dall'uso di pilastri in pietra sagomati con seghe a lama di rame, con altre tecniche di costruzione tipicamente egiziane. Sono note due porte nella cinta muraria della città, insieme a un grande serbatoio aperto progettato per raccogliere l'acqua piovana.
Intorno al 2550 a.C., ci fu una temporanea interruzione nel sito, come mostrano i danni e la ricostruzione delle fortificazioni e i grandi cambiamenti nell'area del tempio. Infine, intorno al 2400 a.C., la completa distruzione caratterizzò di nuovo il sito. Callaway ha ipotizzato che un sovrano locale cananeo potrebbe essere riuscito a strappare la città agli Egizi, dopo di che essa sarebbe stata distrutta in un contrattacco egizio.

### Parentesi (2400–1200 a.C.)
Dopo la distruzione del periodo "Urban C" layer, al-Tell fu abbandonata e giacque in rovina per circa un migliaio di anni.